# SoftBank 709SC

SoftBank 709SC（ソフトバンク709SC）は韓国のサムスン電子が開発したソフトバンクモバイルのW-CDMA、GSM通信方式の携帯電話端末である。

## 特徴

### 主要装備
- PCドキュメントビューワ
- ミュージックプレイヤー (AACファイル対応)
- 着うたフル
- Bluetooth
- S!アプリ（メガアプリ）
- TVコール
- 3カ国語対応（日・英・韓）
- デルモジ表示対応
- レコメール
- 電子コミック

音声通話向けの端末としてはSoftbankで初めてHSDPAに対応した、3Gハイスピード（下り最大1.8Mbps）の端末である。
また、見た目は705SCと非常に似ているが、カラーバリエーションが若干異なる。
Microsoft Word、PowerPointなどを閲覧することが可能な「PCドキュメントビューワ」の搭載、Bluetoothのサポート、辞書機能や例文翻訳・読み上げ機能など、他の同社製端末同様の機能が組み込まれている。

## 沿革
- 2006年11月2日　 テュフ・ラインランド・ジャパン(TUV)による技術基準適合証明の工事設計認証（工事設計認証番号005XYAA0043、005MWAA0005、005NYDA0109）
- 2006年11月24日　TUVによる技術基準適合認定の設計認証 （設計認証番号AD06-0219005）
- 2006年12月29日　発売
- 2007年10月1日　 TUVによる技術基準適合証明の工事設計認証（工事設計認証番号005XYAA0106、005MWAA0057、005WWDA0024）